# Spelartrupper under världsmästerskapet i fotboll 1930
Den här artikeln innehåller alla trupper till Världsmästerskapet i fotboll 1930 som spelades i Uruguay 13 till 30 juli 1930.

## Grupp 1

### Argentina
Förbundskapten:  Francisco Olazar och  Juan José Tramutola
Antal spelare: 22
| Nr | Pos. | Namn                 | Födelsedatum (ålder)      | Matcher | Mål |           | Klubb                       |
| -- | ---- | -------------------- | ------------------------- | ------- | --- | --------- | --------------------------- |
|    | MV   | Ángel Bossio         | 5 maj 1905 (25 år)        |         |     | Argentina | Talleres                    |
|    | MV   | Juan Botasso         | 23 oktober 1908 (21 år)   |         |     | Argentina | Quilmes                     |
|    | A    | Roberto Cherro       | 23 september 1907 (22 år) |         |     | Argentina | Boca Juniors                |
|    | F    | Alberto Chividini    | 23 februari 1907 (23 år)  |         |     | Argentina | Central Norte Tucumán       |
|    | A    | Attilio Demaría      | 19 mars 1909 (21 år)      |         |     | Argentina | Estudiantil Porteño         |
|    | F    | José Della Torre     | 26 mars 1906 (24 år)      |         |     | Argentina | Racing                      |
|    | F    | Juan Evaristo        | 20 juni 1902 (28 år)      |         |     | Argentina | Sportivo Barracas           |
|    | A    | Mario Evaristo       | 10 december 1908 (21 år)  |         |     | Argentina | Boca Juniors                |
|    | A    | Manuel Ferreira      | 22 oktober 1905 (24 år)   |         |     | Argentina | Estudiantes de La Plata     |
|    | MF   | Luis Monti           | 15 maj 1901 (29 år)       |         |     | Argentina | San Lorenzo                 |
|    | F    | Ramón Muttis         | 12 mars 1899 (31 år)      |         |     | Argentina | Boca Juniors                |
|    | F    | Rodolfo Orlandini    | 1 januari 1905 (25 år)    |         |     | Argentina | Estudiantil Porteño         |
|    | F    | Fernando Paternoster | 24 maj 1903 (27 år)       |         |     | Argentina | Racing                      |
|    | A    | Natalio Perinetti    | 28 december 1900 (29 år)  |         |     | Argentina | Racing                      |
|    | A    | Carlos Peucelle      | 13 september 1908 (21 år) |         |     | Argentina | Sportivo Buenos Aires       |
|    | F    | Edmundo Piaggio      | 3 oktober 1910 (19 år)    |         |     | Argentina | Lanús                       |
|    | A    | Alejandro Scopelli   | 12 maj 1908 (22 år)       |         |     | Argentina | Estudiantes de La Plata     |
|    | A    | Carlos Spadaro       | 13 juli 1902 (28 år)      |         |     | Argentina | Lanús                       |
|    | A    | Guillermo Stábile    | 17 januari 1905 (25 år)   |         |     | Argentina | Huracán                     |
|    | MF   | Pedro Suárez         | 21 december 1909 (20 år)  |         |     | Argentina | Boca Juniors                |
|    | A    | Francisco Varallo    | 5 februari 1910 (20 år)   |         |     | Argentina | Gimnasia y Esgrima La Plata |
|    | F    | Adolfo Zumelzú       | 5 januari 1902 (28 år)    |         |     | Argentina | Estudiantil Porteño         |

### Chile
Förbundskapten:  György Orth
Antal spelare: 19
| Nr | Pos. | Namn                | Födelsedatum (ålder)     | Matcher | Mål |       | Klubb                    |
| -- | ---- | ------------------- | ------------------------ | ------- | --- | ----- | ------------------------ |
|    | A    | Juan Aguilera       |                          |         |     | Chile | Audax Italiano           |
|    | A    | Guillermo Arellano  | 21 augusti 1908 (21 år)  |         |     | Chile | Colo-Colo                |
|    | F    | Ernesto Chaparro    | 4 januari 1901 (29 år)   |         |     | Chile | Colo-Colo                |
|    | A    | Arturo Coddou       |                          |         |     | Chile | Arturo Fernández Vial    |
|    | MV   | Roberto Cortés      | 2 februari 1905 (25 år)  |         |     | Chile | Colo-Colo                |
|    | MF   | Humberto Elgueta    |                          |         |     | Chile | Santiago Wanderers       |
|    | MV   | Cesar Espinoza      |                          |         |     | Chile | Santiago Wanderers       |
|    | F    | Víctor Morales      | 10 maj 1905 (25 år)      |         |     | Chile | Colo-Colo                |
|    | A    | Horacio Muñoz       |                          |         |     | Chile | Arturo Fernández Vial    |
|    | A    | Tomás Ojeda         | 20 april 1910 (20 år)    |         |     | Chile | Boca Juniors Antofagasta |
|    | F    | Ulises Poirier      | 2 februari 1897 (33 år)  |         |     | Chile | La Cruz Valparaiso       |
|    | F    | Guillermo Riveros   | 10 februari 1902 (28 år) |         |     | Chile | La Cruz Valparaiso       |
|    | MF   | Guillermo Saavedra  | 5 november 1903 (26 år)  |         |     | Chile | Colo-Colo                |
|    | A    | Carlos Schneeberger | 21 juni 1902 (28 år)     |         |     | Chile | Colo-Colo                |
|    | A    | Guillermo Subiabre  | 25 februari 1902 (28 år) |         |     | Chile | Colo-Colo                |
|    | MF   | Arturo Torres       | 20 oktober 1906 (23 år)  |         |     | Chile | Colo-Colo                |
|    | MF   | Casimiro Torres     |                          |         |     | Chile | Everton                  |
|    | A    | Carlos Vidal        | 24 februari 1902 (28 år) |         |     | Chile | Audax Italiano           |
|    | A    | Eberardo Villalobos | 1 april 1908 (22 år)     |         |     | Chile | Rangers                  |

### Frankrike
Förbundskapten:  Raoul Caudron
Antal spelare: 16
| Nr | Pos. | Namn                 | Födelsedatum (ålder)      | Matcher | Mål |           | Klubb                 |
| -- | ---- | -------------------- | ------------------------- | ------- | --- | --------- | --------------------- |
|    | F    | Numa Andoire         | 19 mars 1908 (22 år)      | 0       |     | Frankrike | FC Antibes            |
|    | F    | Marcel Capelle       | 11 december 1904 (25 år)  | 4       |     | Frankrike | Racing Club de France |
|    | MF   | Augustin Chantrel    | 11 november 1906 (23 år)  | 8       |     | Frankrike | CASG Paris            |
|    | A    | Edmond Delfour       | 1 november 1907 (22 år)   | 6       |     | Frankrike | Racing Club de France |
|    | MF   | Célestin Delmer      | 15 februari 1907 (23 år)  | 2       |     | Frankrike | Amiens AC             |
|    | A    | Marcel Langiller     | 2 juni 1908 (22 år)       | 8       |     | Frankrike | Excelsior AC Roubaix  |
|    | MF   | Jean Laurent         | 30 december 1906 (23 år)  | 3       |     | Frankrike | CA Paris              |
|    | A    | Lucien Laurent       | 10 december 1907 (22 år)  | 2       |     | Frankrike | CA Paris              |
|    | A    | Ernest Libérati      | 22 mars 1906 (24 år)      | 3       |     | Frankrike | Amiens AC             |
|    | A    | André Maschinot      | 28 juni 1903 (27 år)      | 3       |     | Frankrike | FC Sochaux            |
|    | F    | Étienne Mattler      | 25 december 1905 (24 år)  | 1       |     | Frankrike | FC Sochaux            |
|    | MF   | Marcel Pinel         | 8 juli 1908 (22 år)       | 3       |     | Frankrike | Red Star Paris        |
|    | MV   | André Tassin         |                           | 0       |     | Frankrike | Racing Club de France |
|    | MV   | Alex Thépot          | 30 juli 1906 (23 år)      | 12      |     | Frankrike | Red Star Paris        |
|    | A    | Émile Veinante       | 12 juni 1907 (23 år)      | 3       |     | Frankrike | Racing Club de France |
|    | MF   | Alexandre Villaplane | 12 september 1905 (24 år) | 22      |     | Frankrike | Racing Club de France |

### Mexiko
Förbundskapten:  Juan Luque de Serralonga
Antal spelare: 17
| Nr | Pos. | Namn                      | Födelsedatum (ålder)     | Matcher | Mål |        | Klubb   |
| -- | ---- | ------------------------- | ------------------------ | ------- | --- | ------ | ------- |
|    | MF   | Efraín Amézcua            |                          |         |     | Mexiko | Atlante |
|    | MV   | Oscar Bonfiglio           | 5 oktober 1905 (24 år)   |         |     | Mexiko | Marte   |
|    | A    | Juan Carreño              | 14 augusti 1907 (22 år)  |         |     | Mexiko | Atlante |
|    | A    | Jesús Castro              |                          |         |     | Mexiko | Atlante |
|    | F    | Rafael Garza Gutiérrez    | 13 december 1896 (33 år) |         |     | Mexiko | América |
|    | F    | Francisco Garza Gutiérrez |                          |         |     | Mexiko | América |
|    | A    | Roberto Gayón             |                          |         |     | Mexiko | América |
|    | A    | Hilario López             | 11 juni 1907 (22 år)     |         |     | Mexiko | Marte   |
|    | A    | Dionisio Mejía            | 6 januari 1907 (23 år)   |         |     | Mexiko | Atlante |
|    | A    | Felipe Olivares           |                          |         |     | Mexiko | Atlante |
|    | A    | Luis Pérez                |                          |         |     | Mexiko | Necaxa  |
|    | MF   | Raymundo Rodríguez        |                          |         |     | Mexiko | Marte   |
|    | MF   | Felipe Rosas              | 5 februari 1910 (20 år)  |         |     | Mexiko | Atlante |
|    | F    | Manuel Rosas              | 17 april 1912 (18 år)    |         |     | Mexiko | Atlante |
|    | A    | José Ruíz                 |                          |         |     | Mexiko | Necaxa  |
|    | MF   | Alfredo Sánchez           |                          |         |     | Mexiko | América |
|    | MV   | Isidoro Sota              |                          |         |     | Mexiko | América |

## Grupp 2

### Bolivia
Förbundskapten:  Ulises Saucedo
Antal spelare: 17
| Nr | Pos. | Namn                 | Födelsedatum (ålder)     | Matcher | Mål |         | Klubb                |
| -- | ---- | -------------------- | ------------------------ | ------- | --- | ------- | -------------------- |
|    | A    | Mario Alborta        |                          | 7       |     | Bolivia | Club Bolívar         |
|    | MF   | Juan Argote          |                          | 0       |     | Bolivia | Club Bolívar         |
|    | MV   | Jesús Bermúdez       |                          | 6       |     | Bolivia | Oruro Royal          |
|    | MF   | Miguel Brito         |                          | 0       |     | Bolivia | Oruro Royal          |
|    | A    | José Bustamante      |                          | 7       |     | Bolivia | Litoral              |
|    | F    | Casiano Chavarría    | 3 augusti 1901 (28 år)   | 6       |     | Bolivia | Calavera La Paz      |
|    | F    | Segundo Durandal     | 17 mars 1912 (18 år)     | 0       |     | Bolivia | CS San Jose Oruro    |
|    | A    | René Fernández       |                          | 0       |     | Bolivia | Alianza Oruro        |
|    | A    | Gumersindo Gómez     |                          | 0       |     | Bolivia | Oruro Royal          |
|    | MF   | Diógenes Lara        |                          | 7       |     | Bolivia | Club Bolívar         |
|    | A    | Rafael Méndez        |                          | 7       |     | Bolivia | Universitario La Paz |
|    | MV   | Miguel Murillo       |                          | 0       |     | Bolivia | Club Bolívar         |
|    | MF   | Constantino Noya     |                          | 0       |     | Bolivia | Oruro Royal          |
|    | A    | Eduardo Reyes Ortíz  |                          | 0       |     | Bolivia | The Strongest        |
|    | F    | Luis Reyes Peñaranda |                          | 0       |     | Bolivia | Universitario La Paz |
|    | MF   | Renato Sáinz         | 14 december 1899 (30 år) |         |     | Bolivia | The Strongest        |
|    | MF   | Jorge Balderrama     | 12 december 1906 (23 år) | 5       |     | Bolivia | Oruro Royal          |

### Brasilien
Förbundskapten:  Píndaro de Carvalho Rodrigues
Antal spelare: 24
| Nr | Pos. | Namn           | Födelsedatum (ålder)      | Matcher | Mål |           | Klubb            |
| -- | ---- | -------------- | ------------------------- | ------- | --- | --------- | ---------------- |
|    | A    | Araken         | 7 maj 1905 (24 år)        |         |     | Brasilien | Santos           |
|    | A    | Benedicto      | 10 maj 1910 (20 år)       |         |     | Brasilien | Botafogo         |
|    | MF   | Benevenuto     | 8 augusti 1903 (26 år)    |         |     | Brasilien | Flamengo         |
|    | F    | Brilhante      | 5 november 1904 (25 år)   |         |     | Brasilien | Vasco da Gama    |
|    | A    | Carvalho Leite | 25 juni 1912 (18 år)      |         |     | Brasilien | Botafogo         |
|    | A    | Doca           | 7 april 1903 (27 år)      |         |     | Brasilien | São Cristóvão    |
|    | MF   | Fausto         | 28 januari 1905 (25 år)   |         |     | Brasilien | Vasco da Gama    |
|    | MF   | Fernando       | 1 mars 1906 (24 år)       |         |     | Brasilien | Fluminense       |
|    | MF   | Fortes         | 9 september 1901 (28 år)  |         |     | Brasilien | Fluminense       |
|    | MF   | Hermógenes     | 4 november 1908 (21 år)   |         |     | Brasilien | América          |
|    | F    | Itália         | 22 maj 1907 (23 år)       |         |     | Brasilien | Vasco da Gama    |
|    | MF   | Ivan Mariz     | 16 maj 1910 (20 år)       |         |     | Brasilien | Fluminense       |
|    | MV   | Joel           | 1 maj 1904 (26 år)        |         |     | Brasilien | América          |
|    | A    | Manoelzinho    | 22 augusti 1907 (22 år)   |         |     | Brasilien | Goytacaz         |
|    | A    | Moderato       | 14 juli 1902 (27 år)      |         |     | Brasilien | Flamengo         |
|    | A    | Nilo           | 3 april 1903 (27 år)      |         |     | Brasilien | Botafogo         |
|    | F    | Oscarino       | 17 januari 1907 (23 år)   |         |     | Brasilien | Ypiranga Niterói |
|    | MF   | Pamplona       | 24 mars 1904 (26 år)      |         |     | Brasilien | Botafogo         |
|    | A    | Poly           | 26 januari 1909 (21 år)   |         |     | Brasilien | Americano        |
|    | A    | Preguinho      | 8 februari 1905 (25 år)   |         |     | Brasilien | Fluminense       |
|    | A    | Russinho       | 18 december 1902 (27 år)  |         |     | Brasilien | Vasco da Gama    |
|    | A    | Teóphilo       | 11 april 1900 (30 år)     |         |     | Brasilien | São Cristóvão    |
|    | MV   | Velloso        | 25 september 1908 (21 år) |         |     | Brasilien | Fluminense       |
|    | F    | Zé Luiz        | 16 november 1904 (25 år)  |         |     | Brasilien | São Cristóvão    |

### Jugoslavien
Förbundskapten:  Boško Simonović
Antal spelare: 17
| Nr | Pos. | Namn                 | Födelsedatum (ålder)      | Matcher | Mål |                        | Klubb                  |
| -- | ---- | -------------------- | ------------------------- | ------- | --- | ---------------------- | ---------------------- |
|    | MF   | Milorad Arsenijević  | 6 juni 1906 (24 år)       | 16      |     | Kungariket Jugoslavien | BSK Beograd            |
|    | A    | Ivan Bek             | 29 oktober 1909 (20 år)   | 2       |     | Frankrike              | FC Sète                |
|    | MF   | Momčilo Đokić        | 27 februari 1911 (19 år)  | 2       |     | Kungariket Jugoslavien | SK Jugoslavija Beograd |
|    | A    | Branislav Hrnjiček   | 5 juni 1908 (22 år)       | 4       |     | Kungariket Jugoslavien | SK Jugoslavija Beograd |
|    | F    | Milutin Ivković      | 3 mars 1906 (24 år)       | 22      |     | Kungariket Jugoslavien | ASK Beograd            |
|    | MV   | Milovan Jakšić       | 21 september 1909 (20 år) | 2       |     | Kungariket Jugoslavien | ASK Beograd            |
|    | A    | Blagoje Marjanović   | 9 september 1907 (22 år)  | 15      |     | Kungariket Jugoslavien | BSK Beograd            |
|    | F    | Dušan Marković       | 9 mars 1906 (24 år)       | 0       |     | Kungariket Jugoslavien | FK Vojvodina           |
|    | F    | Dragoslav Mihajlović | 13 december 1906 (23 år)  | 1       |     | Kungariket Jugoslavien | BSK Beograd            |
|    | A    | Dragutin Najdanović  | 15 april 1908 (22 år)     | 3       |     | Kungariket Jugoslavien | BSK Beograd            |
|    | A    | Branislav Sekulić    | 29 oktober 1906 (23 år)   | 3       |     | Frankrike              | SC Montpellier         |
|    | MF   | Teofilo Spasojević   | 21 januari 1909 (21 år)   | 1       |     | Kungariket Jugoslavien | SK Jugoslavija Beograd |
|    | MF   | Ljubiša Stefanović   | 4 januari 1910 (20 år)    | 0       |     | Frankrike              | FC Sète                |
|    | MV   | Milan Stojanović     |                           | 0       |     | Kungariket Jugoslavien | BSK Beograd            |
|    | A    | Aleksandar Tirnanić  | 15 juli 1911 (18 år)      | 5       |     | Kungariket Jugoslavien | BSK Beograd            |
|    | F    | Dragomir Tošić       | 8 november 1909 (20 år)   | 0       |     | Kungariket Jugoslavien | BSK Beograd            |
|    | A    | Đorđe Vujadinović    | 6 december 1909 (20 år)   | 4       |     | Kungariket Jugoslavien | BSK Beograd            |

## Grupp 3

### Peru
Förbundskapten:  Francisco Bru
Antal spelare: 22
| Nr | Pos. | Namn                  | Födelsedatum (ålder)      | Matcher | Mål |      | Klubb                        |
| -- | ---- | --------------------- | ------------------------- | ------- | --- | ---- | ---------------------------- |
|    | MF   | Eduardo Astengo       |                           |         |     | Peru | Universitario de Deportes    |
|    | A    | Carlos Cillóniz       |                           |         |     | Peru | Universitario de Deportes    |
|    | F    | Mario de las Casas    | 31 januari 1901 (29 år)   |         |     | Peru | Lawn Tennis de la Exposición |
|    | MF   | Alberto Denegri       |                           |         |     | Peru | Alianza Lima                 |
|    | F    | Arturo Fernández      | 10 april 1910 (20 år)     |         |     | Peru | Universitario de Deportes    |
|    | MF   | Plácido Galindo       | 9 mars 1906 (24 år)       |         |     | Peru | Universitario de Deportes    |
|    | MF   | Domingo García        |                           |         |     | Peru | Alianza Lima                 |
|    | A    | Jorge Góngora         |                           |         |     | Peru | Universitario de Deportes    |
|    | A    | José María Lavalle    | 5 juni 1911 (19 år)       |         |     | Peru | Alianza Lima                 |
|    | A    | Julio Lores           | 15 september 1908 (21 år) |         |     | Peru | Association FBC              |
|    | F    | Antonio Maquilón      | 29 november 1902 (27 år)  |         |     | Peru | Tarapacá Ferroviario         |
|    | A    | Demetrio Neyra        |                           |         |     | Peru | Alianza Lima                 |
|    | A    | Pablo Pacheco         |                           |         |     | Peru | Universitario de Deportes    |
|    | MV   | Jorge Pardon          | 19 december 1909 (20 år)  |         |     | Peru | Sporting Tabaco              |
|    | MF   | Julio Quintana        |                           |         |     | Peru | Alianza Lima                 |
|    | A    | Lizardo Rodríguez Nue | 30 augusti 1910 (19 år)   |         |     | Peru | Progreso                     |
|    | A    | Jorge Sarmiento       |                           |         |     | Peru | Alianza Lima                 |
|    | F    | Alberto Soria         |                           |         |     | Peru | Alianza Lima                 |
|    | A    | Luis Souza Ferreira   | 30 juni 1904 (26 år)      |         |     | Peru | Universitario de Deportes    |
|    | MV   | Juan Valdivieso       | 6 maj 1910 (20 år)        |         |     | Peru | Alianza Lima                 |
|    | MF   | Juan Alfonso Valle    |                           |         |     | Peru | Italiano Lima                |
|    | A    | Alejandro Villanueva  | 4 juni 1908 (22 år)       |         |     | Peru | Alianza Lima                 |

### Rumänien
Förbundskapten:  Costel Rădulescu
Antal spelare: 20
| Nr | Pos. | Namn                | Födelsedatum (ålder)     | Matcher | Mål |          | Klubb                        |
| -- | ---- | ------------------- | ------------------------ | ------- | --- | -------- | ---------------------------- |
|    | A    | Ștefan Barbu        | 2 mars 1908 (22 år)      | 4       |     | Rumänien | Gloria Arad                  |
|    | MF   | Alexandru Borbely   |                          | 0       |     | Rumänien | Belvedere Bucureşti          |
|    | F    | Rudolf Bürger       | 31 oktober 1908 (21 år)  | 4       |     | Rumänien | Chinezul Timişoara           |
|    | F    | Iosif Czako         | 11 juni 1906 (24 år)     | 1       |     | Rumänien | UDR Reşiţa                   |
|    | A    | Adalbert Deșu       |                          | 4       |     | Rumänien | UDR Reşiţa                   |
|    | MF   | Alfred Eisenbeisser | 7 april 1908 (22 år)     | 0       |     | Rumänien | Dragoş Vodă Cernăuţi         |
|    | A    | Andrei Glanzmann    | 27 mars 1907 (23 år)     | 0       |     | Rumänien | FC Oradea                    |
|    | A    | Elemer Kocsis       | 27 februari 1910 (20 år) | 0       |     | Rumänien | FC Bihor                     |
|    | A    | Miklós Kovács       | 23 december 1911 (18 år) | 3       |     | Rumänien | Banatul Timişoara            |
|    | MV   | Ion Lǎpuşneanu      | 8 december 1908 (21 år)  | 3       |     | Rumänien | Sportul Studenţesc           |
|    | MF   | Ladislau Raffinsky  | 23 april 1905 (25 år)    | 4       |     | Rumänien | Juventus Bucuresti           |
|    | MF   | Corneliu Robe       | 23 maj 1908 (22 år)      | 0       |     | Rumänien | Olympia Bucureşti            |
|    | A    | Constantin Stanciu  |                          | 4       |     | Rumänien | Venus Bucureşti              |
|    | MF   | Petre Steinbach     | 1 januari 1906 (24 år)   | 0       |     | Rumänien | FC Unirea Tricolor Bucureşti |
|    | F    | Adalbert Steiner    | 24 januari 1907 (23 år)  | 9       |     | Rumänien | Chinezul Timişoara           |
|    | MF   | Rudolf Steiner      |                          | 5       |     | Rumänien | Chinezul Timişoara           |
|    | A    | Ilie Subăşeanu      |                          | 2       |     | Rumänien | Olympia Bucureşti            |
|    | MF   | Emerich Vogl        | 12 augusti 1905 (24 år)  | 10      |     | Rumänien | Juventus Bucureşti           |
|    | A    | Rudolf Wetzer       | 17 mars 1901 (29 år)     | 12      |     | Rumänien | Juventus Bucureşti           |
|    | MV   | Samuel Zauber       | 1 januari 1901 (29 år)   | 0       |     | Rumänien | Maccabi Bucureşti            |

### Uruguay
Förbundskapten:  Alberto Suppici
Antal spelare: 22
| Nr | Pos. | Namn                | Födelsedatum (ålder)     | Matcher | Mål |         | Klubb                |
| -- | ---- | ------------------- | ------------------------ | ------- | --- | ------- | -------------------- |
|    | MF   | José Andrade        | 22 november 1901 (28 år) | 29      |     | Uruguay | Nacional             |
|    | A    | Peregrino Anselmo   | 3 augusti 1904 (25 år)   | 8       |     | Uruguay | Peñarol              |
|    | MV   | Enrique Ballestrero | 18 januari 1905 (25 år)  | 19      |     | Uruguay | Rampla Juniors       |
|    | A    | Juan Carlos Calvo   |                          | 0       |     | Uruguay | Miramar Misiones     |
|    | MV   | Miguel Capuccini    | 5 januari 1904 (26 år)   | 6       |     | Uruguay | Peñarol              |
|    | A    | Héctor Castro       | 29 november 1904 (25 år) | 17      |     | Uruguay | Nacional             |
|    | A    | Pedro Cea           | 1 september 1900 (29 år) | 21      |     | Uruguay | Nacional             |
|    | A    | Pablo Dorado        | 22 juni 1908 (22 år)     | 2       |     | Uruguay | Bella Vista          |
|    | MF   | Lorenzo Fernández   | 20 maj 1900 (30 år)      | 20      |     | Uruguay | Peñarol              |
|    | MF   | Álvaro Gestido      | 17 maj 1907 (23 år)      | 10      |     | Uruguay | Peñarol              |
|    | A    | Santos Iriarte      | 2 november 1902 (27 år)  | 5       |     | Uruguay | Racing Club          |
|    | F    | Ernesto Mascheroni  | 21 november 1907 (22 år) | 0       |     | Uruguay | Olimpia              |
|    | MF   | Ángel Melogno       | 22 mars 1905 (25 år)     | 5       |     | Uruguay | Bella Vista          |
|    | F    | José Nasazzi        | 24 maj 1901 (29 år)      | 28      |     | Uruguay | Bella Vista          |
|    | A    | Pedro Petrone       | 11 maj 1904 (26 år)      | 27      |     | Uruguay | Nacional             |
|    | MF   | Conduelo Píriz      |                          | 7       |     | Uruguay | Nacional             |
|    | F    | Emilio Recoba       | 3 november 1904 (25 år)  | 5       |     | Uruguay | Nacional             |
|    | MF   | Carlos Riolfo       | 5 november 1905 (24 år)  | 2       |     | Uruguay | Peñarol              |
|    | A    | Zoilo Saldombide    | 18 mars 1905 (25 år)     | 14      |     | Uruguay | Montevideo Wanderers |
|    | A    | Héctor Scarone      | 26 november 1898 (31 år) | 48      |     | Uruguay | Nacional             |
|    | F    | Domingo Tejera      | 22 juli 1899 (30 år)     | 15      |     | Uruguay | Montevideo Wanderers |
|    | A    | Santos Urdinarán    | 30 mars 1900 (30 år)     | 19      |     | Uruguay | Nacional             |

## Grupp 4

### Belgien
Förbundskapten:  Hector Goetinck
Antal spelare: 16
| Nr | Pos. | Namn              | Födelsedatum (ålder)      | Matcher | Mål |         | Klubb                          |
| -- | ---- | ----------------- | ------------------------- | ------- | --- | ------- | ------------------------------ |
|    | A    | Ferdinand Adams   | 3 maj 1903 (27 år)        | 21      |     | Belgien | SC Anderlechtois               |
|    | MV   | Arnold Badjou     | 26 juni 1909 (21 år)      | 3       |     | Belgien | Daring Club de Bruxelles SR    |
|    | MF   | Pierre Braine     | 26 oktober 1900 (29 år)   | 42      |     | Belgien | Royal Beerschot AC             |
|    | MF   | Alexis Chantraine | 16 mars 1901 (29 år)      | 0       |     | Belgien | Royal FC Liegeois              |
|    | MV   | Jean De Bie       | 9 maj 1892 (38 år)        | 37      |     | Belgien | Royal Racing Club de Bruxelles |
|    | MF   | Jean De Clercq    | 17 maj 1905 (25 år)       | 5       |     | Belgien | Royal Antwerp FC               |
|    | F    | Henri De Deken    | 3 augusti 1907 (22 år)    | 0       |     | Belgien | Royal Antwerp FC               |
|    | A    | Gérard Delbeke    | 1 september 1903 (26 år)  | 0       |     | Belgien | Royal FC Brugeois              |
|    | A    | Jan Diddens       | 14 september 1908 (21 år) | 21      |     | Belgien | RC de Malines Societe Royale   |
|    | MF   | August Hellemans  | 14 september 1907 (22 år) | 4       |     | Belgien | Royal FC Malinois              |
|    | F    | Nic Hoydonckx     | 29 december 1900 (29 år)  | 19      |     | Belgien | FC Excelsior Hasselt           |
|    | A    | Jacques Moeschal  | 6 september 1900 (29 år)  | 15      |     | Belgien | Royal Racing Club de Bruxelles |
|    | F    | Theodore Nouwens  | 17 februari 1908 (22 år)  | 10      |     | Belgien | RC de Malines Societe Royale   |
|    | A    | André Saeys       | 20 februari 1911 (19 år)  | 0       |     | Belgien | Royal CS Brugeois              |
|    | A    | Louis Versyp      | 5 december 1908 (21 år)   | 7       |     | Belgien | Royal FC Brugeois              |
|    | A    | Bernard Voorhoof  | 10 maj 1910 (20 år)       | 6       |     | Belgien | Liersche Sportkring            |

### Paraguay
Förbundskapten:  José Durand Laguna
Antal spelare: 22
| Nr | Pos. | Namn                   | Födelsedatum (ålder)      | Matcher | Mål |          | Klubb            |
| -- | ---- | ---------------------- | ------------------------- | ------- | --- | -------- | ---------------- |
|    | MF   | Francisco Aguirre      |                           |         |     | Paraguay | Olimpia          |
|    | MV   | Pedro Benítez          |                           |         |     | Paraguay | Libertad         |
|    | MF   | Santiago Benítez       |                           |         |     | Paraguay | Olimpia          |
|    | A    | Delfín Benítez Cáceres | 24 september 1910 (19 år) |         |     | Paraguay | Libertad         |
|    | A    | Saguier Carreras       |                           |         |     | Paraguay | Sportivo Luqueño |
|    | F    | Eustacio Chamorro      |                           |         |     | Paraguay | Presidente Hayes |
|    | MV   | Modesto Denis          |                           |         |     | Paraguay | Nacional         |
|    | MF   | Eusebio Díaz           |                           |         |     | Paraguay | Guaraní          |
|    | A    | Diógenes Domínguez     |                           |         |     | Paraguay | Sportivo Luqueño |
|    | MF   | Romildo Etcheverry     |                           |         |     | Paraguay | Olimpia          |
|    | MF   | Diego Florentín        |                           |         |     | Paraguay | River Plate      |
|    | F    | Salvador Flores        |                           |         |     | Paraguay | Cerro Porteño    |
|    | MF   | Tranquilino Garcete    |                           |         |     | Paraguay | Libertad         |
|    | A    | Aurelio González       | 25 september 1905 (24 år) |         |     | Paraguay | Olimpia          |
|    | F    | José Miracca           | 23 september 1903 (26 år) |         |     | Paraguay | Nacional         |
|    | A    | Lino Nessi             |                           |         |     | Paraguay | Libertad         |
|    | F    | Quiterio Olmedo        | 21 december 1907 (22 år)  |         |     | Paraguay | Nacional         |
|    | A    | Amadeo Ortega          |                           |         |     | Paraguay | River Plate      |
|    | A    | Bernabé Rivera         |                           |         |     | Paraguay | Sportivo Luqueño |
|    | A    | Gerardo Romero         |                           |         |     | Paraguay | Libertad         |
|    | A    | Luis Vargas Peña       |                           |         |     | Paraguay | Olimpia          |
|    | A    | Jacinto Villalba       |                           |         |     | Paraguay | Cerro Porteño    |

### USA
Förbundskapten:  Robert Millar
Antal spelare: 17
| Nr | Pos. | Namn             | Födelsedatum (ålder)      | Matcher | Mål |     | Klubb                     |
| -- | ---- | ---------------- | ------------------------- | ------- | --- | --- | ------------------------- |
|    | MF   | Andy Auld        | 26 januari 1900 (30 år)   | 1       |     | USA | Providence FC             |
|    | A    | Mike Bookie      | 12 september 1904 (25 år) | 0       |     | USA | Cleveland Slavia          |
|    | MF   | Jim Brown        | 31 december 1908 (21 år)  | 3       |     | USA | New York Giants           |
|    | MV   | Jimmy Douglas    | 12 januari 1898 (32 år)   | 5       |     | USA | New York Nationals        |
|    | A    | Tom Florie       | 6 september 1897 (32 år)  | 2       |     | USA | New Bedford Whalers       |
|    | F    | Jimmy Gallagher  | 7 juni 1901 (29 år)       | 2       |     | USA | New York Nationals        |
|    | F    | James Gentle     | 21 juli 1904 (25 år)      | 0       |     | USA | Philadelphia Cricket Club |
|    | MF   | Billy Gonsalves  | 10 augusti 1908 (21 år)   | 0       |     | USA | Fall River FC             |
|    | A    | Bart McGhee      | 30 april 1899 (31 år)     | 0       |     | USA | New York Nationals        |
|    | F    | George Moorhouse | 4 maj 1901 (29 år)        | 1       |     | USA | New York Giants           |
|    | MF   | Arnie Oliver     | 22 maj 1907 (23 år)       | 0       |     | USA | Providence FC             |
|    | A    | Bert Patenaude   | 4 november 1909 (20 år)   | 0       |     | USA | Fall River FC             |
|    | F    | Michael Slavin   |                           |         |     |     |                           |
|    | MF   | Philip Slone     | 20 januari 1907 (23 år)   | 0       |     | USA | New York Giants           |
|    | F    | Raphael Tracey   | 6 februari 1904 (26 år)   | 0       |     | USA | Ben Millers               |
|    | F    | Frank Vaughn     | 18 februari 1902 (28 år)  | 0       |     | USA | Ben Millers               |
|    | F    | Alexander Wood   | 12 juni 1907 (23 år)      | 0       |     | USA | Detroit Holley Carburetor |

### Allmänna källor
- FIFA.com Deltagande länder i 1930 års VM
- RSSSF.com "World Cup Champions Squads 1930 – 2006"
- US National Soccer Hall of Fame "The Early World Cups"